# Anzelieri
Anzelieri – polski herb szlachecki z nobilitacji.

## Opis herbu
W polu barwy niewiadomej trzy głowy brodate stykające się brodami, w rosochę.

## Najwcześniejsze wzmianki
Nadany w roku 1695 wraz z tytułem hrabiowskim doktorowi filozofii i medycyny Alojzemu Anzelieri. Nadania dokonał król Jan III Sobieski.

## Herbowni
Anzelieri.